# کشتی مین‌جمع‌کن کلاس هاوک
کشتی مین‌جمع‌کن کلاس هاوک (به انگلیسی: Hawk-class minesweeper) یک کلاس از کشتی است که طول آن ۱۴۷ فوت (۴۵ متر) می‌باشد.